# Liste der Nummer-eins-Hits in Australien (1971)
Diese Liste enthält alle Nummer-eins-Hits in Australien im Jahr 1971. Es gab in diesem Jahr 16 Nummer-eins-Singles und zwölf Nummer-eins-Alben.
| Singles | Alben |
| --- | --- |
| - Miguel Ríos – A Song of Joy - 4 Wochen (7. Dezember 1970 – 3. Januar 1971) - The Partridge Family – I Think I Love You - 4 Wochen (4. Januar – 17. Januar) - George Harrison – My Sweet Lord - 8 Wochen (18. Januar – 14. März) - The Mixtures – The Pushbike Song - 2 Wochen (15. März – 28. März) - Dawn – Knock Three Times - 1 Woche (29. März – 4. April) - Lynn Anderson – Rose Garden - 4 Wochen (5. April – 2. Mai) - Janis Joplin – Me and Bobby McGee - 2 Wochen (3. Mai – 16. Mai) - Tom Jones – She’s a Lady - 2 Wochen (17. Mai – 30. Mai) - Paul McCartney – Another Day - 1 Woche (31. Mai – 6. Juni) - Lally Stott – Chirpy Chirpy Cheep Cheep - 1 Woche (7. Juni – 13. Juni) - Hollies – Too Young to Be Married - 2 Wochen (14. Juni – 27. Juni) - Daddy Cool – Eagle Rock - 10 Wochen (28. Juni – 5. September) - Drummond – Daddy Cool - 7 Wochen (6. September – 24. Oktober) - Olivia Newton-John – Banks of the Ohio - 5 Wochen (25. Oktober – 28. November) - Rod Stewart – Maggie May - 4 Wochen (29. November – 26. Dezember) - John Lennon – Imagine - 5 Wochen (27. Dezember 1971 – 30. Januar 1972) | - Creedence Clearwater Revival – Cosmo’s Factory - 19 Wochen (14. September 1970 – 23. Januar 1971) - Led Zeppelin – Led Zeppelin III - 4 Wochen (24. Januar – 21. Februar) - Santana – Abraxas - 1 Woche (22. Februar – 28. Februar) - Creedence Clearwater Revival – Pendulum - 3 Wochen (1. März – 21. März) - George Harrison – All Things Must Pass - 8 Wochen (22. März – 16. Mai) - Janis Joplin – Pearl - 5 Wochen (17. Mai – 20. Juni) - Deep Purple – In Rock - 2 Wochen (21. Juni – 4. Juli) - Joe Cocker – Cocker Happy - 3 Wochen (5. Juli – 25. Juli, insgesamt 8 Wochen) - The Rolling Stones – Sticky Fingers - 2 Wochen (26. Juli – 8. August) - Joe Cocker – Cocker Happy - 3 Wochen (9. August – 29. August, insgesamt 8 Wochen) - Daddy Cool – Daddy Who? ... Daddy Cool - 7 Wochen (30. August – 17. Oktober) - Joe Cocker – Cocker Happy - 2 Wochen (18. Oktober – 31. Oktober, insgesamt 8 Wochen) - Rod Stewart – Every Picture Tells a Story - 5 Wochen (1. November – 5. Dezember) - Cat Stevens – Teaser and the Firecat - 5 Wochen (6. Dezember 1971 – 9. Januar 1972, insgesamt 15 Wochen; → 1972) |